# UiO-66-NH2
UiO-66-NH2是一种金属有机框架材料，化学式为C48H34N6O32Zr6。它可由四氯化锆和氨基对苯二甲酸在二甲基甲酰胺中反应制得。
UiO-66-NH2的氨基可以参与有机反应，如它和醛反应，可以得到Schiff碱修饰的UiO-66衍生物。